# Kościół Najświętszej Maryi Panny Różańcowej w Jasieńcu Iłżeckim
Kościół Najświętszej Maryi Panny Różańcowej w Jasieńcu Iłżeckim – rzymskokatolicki kościół parafialny zlokalizowany we wsi Jasieniec Iłżecki Górny (powiat radomski) w diecezji radomskiej. Funkcjonuje przy nim parafia Najświętszej Maryi Panny Różańcowej.

## Historia

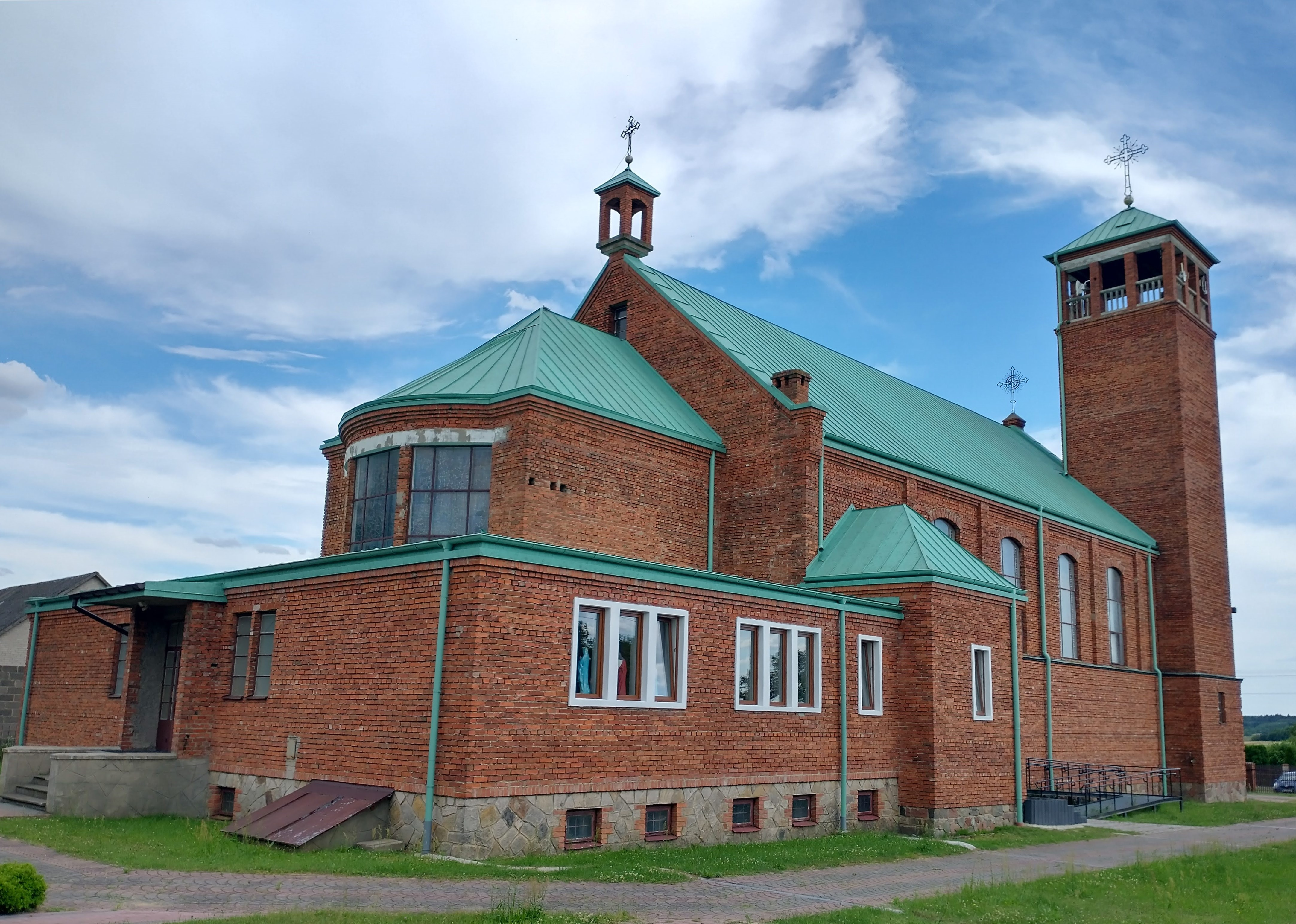
Widok od prezbiterium

Wieś do XIX wieku pozostawała w obrębie posiadłości biskupów krakowskich i należała do parafii w Iłży. W 1936 urządzono w miejscowym domu ludowym kaplicę pod wezwaniem św. Andrzeja Boboli. W trakcie okupacji niemieckiej pobłogosławił ją wysiedlony z Wielkopolski ksiądz Henryk Lewandowski. Parafię we wsi erygowano 15 października 1951 (biskup Jan Kanty Lorek). 
Kościół z czerwonej cegły wzniesiono w latach 1977–1979. Projektantem budowli był Stanisław Kamiński z Warszawy, zaś konstruktorem Bogumił Prokop. W trakcie budowy nabożeństwa odprawiane były w podziemiach plebanii. 30 września 1979 biskup Piotr Gołębiowski poświęcił obiekt, a 7 października 1984 dedykował go biskup Stanisław Sygnet. Poświęcenie organów odbyło się 4 października 1981. Skala manuałów tego instrumentu wynosi C–a3, a skala pedału C–f1. Konstruktorem organów był Włodzimierz Truszczyński.